# Raghuva stigmatia
Raghuva stigmatia är en fjärilsart som beskrevs av George Francis Hampson 1903. Raghuva stigmatia ingår i släktet Raghuva och familjen nattflyn. Inga underarter finns listade.